# 蘭島
蘭島（英語：Lang Island）是南極洲的島嶼，位於肯普地，處於阿布拉普特島和厄于加倫島群之間，長1.6公里、寬0.6公里，根據挪威探險隊拍攝的空中照片繪入地圖，現時由南極條約體系管理。